# Каїніт
Каїніт — мінерал класу сульфатів.

## Етимологія та історія
Назва — від давньогрецьк. καινός — «новий, <раніше> невідомий» (Carl Friedrich Jacob Zincken, 1865).
Першим хто повідомив про мінерал був німецький гірничий чиновник Август Гюйссен (1824–1903) у соляній шахті в Штасфурті, про що 21 лютого 1865 року повідомив кельнський журнал «Berggeist». Було заявлено, що це «рідкісна сполука солі сірчаної кислоти з металом хлору».
Проте каїніт, ймовірно, був відкритий ще в 1864 році на копальні «Herzoglich Anhaltisches Salzwerk Leopoldshall» (біля Штасфурта) працівником гірничого управління В. Шене, який відповідав за нагляд за шахтами.
Мінерал був описаний німецьким металургом Карлом Фрідріхом Якобом Цінкеном (1814–1894) у «Berg- und Hüttenmännische Zeitung», опублікованому в Лейпцигу 27 лютого 1865 року.
Він назвав мінерал грецьким словом καινος [кайнос] «новий, (ще) невідомий», оскільки каїніт був першою сполукою, яка містить сульфат і хлорид як аніони. Крім того, Цінкен повідомляє про відкриття мінералу в листі від 18 березня 1865 року до професора Ганнса Бруно Гейніца, одного з двох редакторів «Нового щорічника з мінералогії, геології та палеонтології».

## Загальний опис
Хімічна формула: KCl·MgSO4·3H2O. Містить (%): K2О — 15,7; MgO — 16,19; SO3 — 32,16; Cl — 14,24; H2O — 21,71.
Сингонія моноклінна.
Густина 2,13.
Твердість 2-3,5.
Жовтувато- або сірувато-білого, сіро-блакитного, сірого, зеленого, блакитного або фіолетового кольору.
Блиск скляний.
Злом рівний або скалковий. Крихкий.
На смак солоний і гіркий.
Зустрічається як вторинний мінерал у морських поташних родовищах, що утворюються внаслідок метаморфізму або
розділення ґрунтовими водами; евапоритах морського генезису, рідше вулканічний сублімат. Входить до складу калійних солей.
Асоціація: сильвін, галіт, карналіт, кізерит, полігаліт, лангбейніт, пікромерит, астраханіт, тенардит, епсоміт.
Форми виділення — від зернистих до масивних агрегатів, у рідкісних випадках також від товстих пластинчастих до ізометричних кристалів.
Руда калію і магнію.
Родовища і знахідки — Калуське та Стебницьке родовище калійних солей в Україні; поблизу Штасфурта, Магдебурга, в районі Верра-Фульда, Гессен
і Тюрингія; на горі Ассе, поблизу Вольфенбюттеля, і поблизу Ганновера, Саксонія у Німеччині. На вулканах на півострові Камчатка, Росія. З озера Індер, Казахстан. У США в шт. Нью-Мексико. У Італії — на о. Сицилія.